# Alticola argentatus
Alticola argentatus é uma espécie de roedor da família Cricetidae.
Pode ser encontrada nos seguintes países: Afeganistão, China, Índia e Paquistão.